# Slovenian Girl
Slovenian Girl é um filme esloveno produzido em 2009 e dirigido por Damjan Kozole. O filme estreou no Festival Internacional de Cinema de Toronto e foi lançado em mais de trinta países, inclusive nos Estados Unidos, sob o título "A Call Girl". É protagonizado por Nina Ivanišin, que por sua vez, foi premiada como "Melhor Atriz de exibição".

## Enredo
Aleksandra (Nina Ivanišin) é uma estudante de línguas que mora na Eslovênia, aos seus vinte e nove anos. Escondido, ela ganha a vida se prostituindo sob o pseudônimo de "Slovenka". Seu sonho é escapar da banalidade da pequena cidade onde vive e ir morar em cidade grande.